# Fútbol Sala Femenino Móstoles

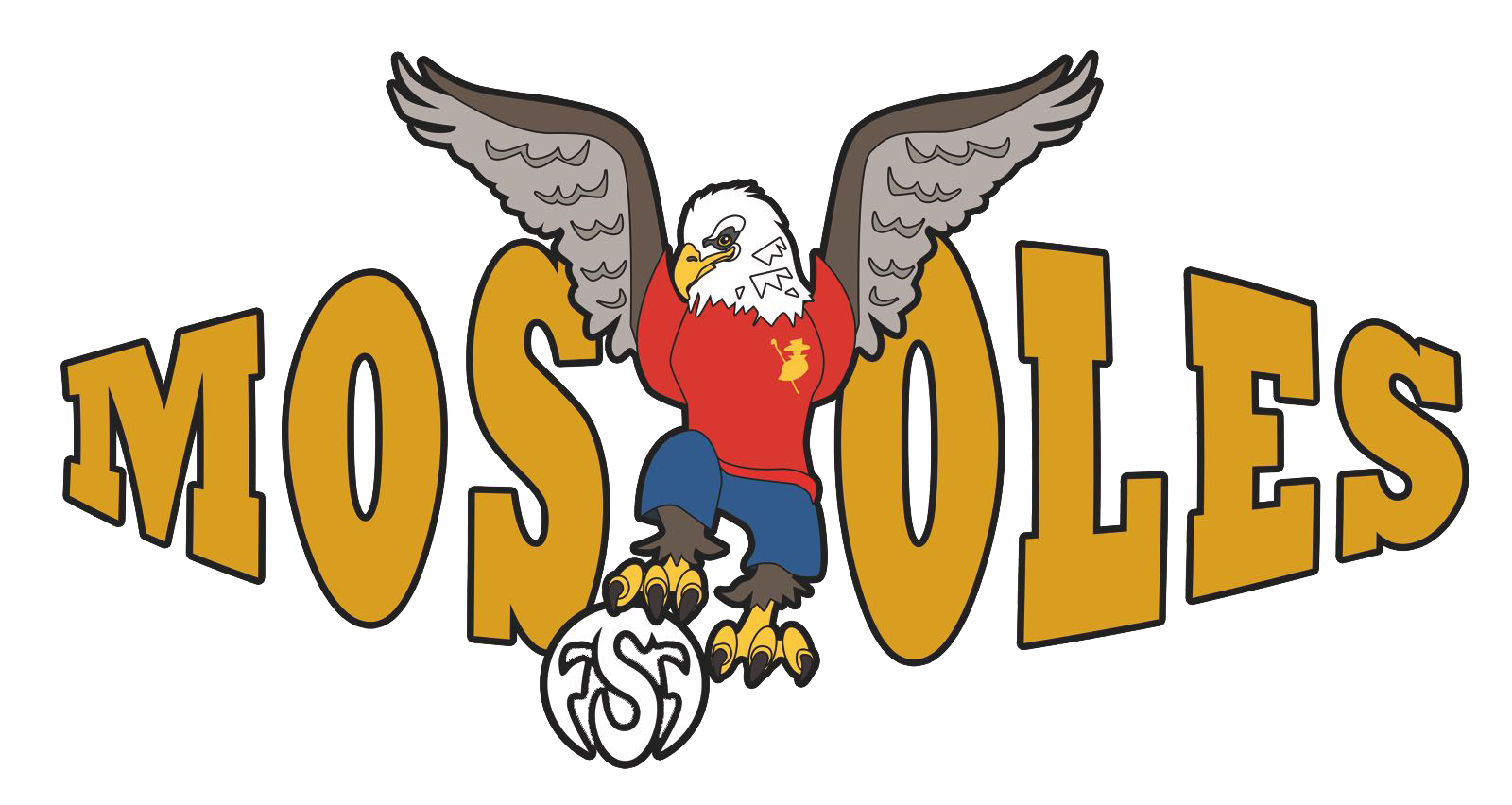
Escudo FSF Móstoles

El F.S.F. Móstoles es un equipo español de fútbol sala femenino situado en Móstoles, (Madrid) España. Fue fundado en 1988 y actualmente juega en la Primera División de la Liga Nacional de Fútbol Sala Femenino.

## Inicio

### De nuestros inicios
La historia del Club Fútbol Sala Femenino comienza en 1988 con motivo de las fiestas del barrio de Los Molinos de Móstoles cuando Ángel Nuevo organizó una competición entre varios equipos de chicas que deseaban jugar al futsal. Así, y con tal nombre, en 1989 se inscribió la Escuela Deportiva Los Molinos en la 2ª regional de la Federación Madrileña de Fútbol Sala consiguiendo esa misma temporada subir a la 1ª regional. 
Pero nuestra fuerza no acaba aquí, ya que en el FSF Móstoles creemos en el valor de la cantera como piedra angular de nuestro futuro y apostamos por acercar el futsal a todas las niñas desde los ocho años de edad.

#### 1995, objetivo cumplido.
Tras varios años de esfuerzo, trabajo y sacrificio, de idas y vueltas, de constantes aprendizajes, de momentos alegres y tristes, de superación constante... en la temporada 1994/1995 el club se proclama campeón de la liga y se logra el ascenso a la División de Honor. En este momento adopta la denominación oficial de Fútbol Sala Femenino Móstoles y con ello, comienza su andadura en la máxima competición del fútbol sala femenino nacional e internacional.

#### La floración de una pasión.
El Club, a día de hoy, cuenta con más de 150 jugadoras que se integran en 12 equipos desde Chupetas a Senior que compiten todas ellas en ligas escolares y autonómica federadas, disputando siempre los primeros puestos de estas competiciones lo que lo ha colocado en posición líder y referente en el fútbol sala femenino madrileño.
Muchas de nuestras chicas han conseguido sendos títulos y participaciones en las selecciones autonómica de Madrid y de España en sus distintas categorías desde sub-17 a la absoluta.

#### Un año para la historia.
La presente temporada 2017/2018 el Club Fútbol Sala Femenino Móstoles cumple 30 años desde su fundación. Por este motivo están organizando una serie de actividades para celebrar esta fecha tan señalada en la que harán partícipe a todo el fútbol sala nacional. Aunando la cultura, la igualdad y el deporte, quieren culminar con un proyecto que cambie la historia de la máxima competición nacional.

## Uniforme
- Uniforme titular: Camiseta de color negra, pantalón negro, medias negras.
- Uniforme alternativo: Camiseta de color blanca, pantalón blanco, medias blancas.

## Estadio
El equipo juega en el pabellón de Villafontana, situado en la calle Hermanos Pinzón 18, de la ciudad de Móstoles.

## Jugadores y cuerpo técnico

### Plantilla y cuerpo técnico (2023-24)
| Dorsal | Jugador           | Posición   | Edad    | Procedencia   |
| ------ | ----------------- | ---------- | ------- | ------------- |
| 7      | Patry Montilla    | Ala-Cierre | 32 años | CD Leganés FS |
| 8      | Inma              | Ala-Cierre | 35 años | FSF Móstoles  |
| 9      | Alicia Benete     | Ala-Pívot  | 28 años | Univ NWTC     |
| 10     | Celia             | Ala        | 27 años | FSF Móstoles  |
| 11     | Claudia Bollero   | Ala        | 21 años | San Fernando  |
| 12     | Miriam Aragoneses | Portera    | 26 años | CD Leganés FS |
| 14     | Piti              | Ala-Cierre | 22 años | San Fernando  |
| 16     | Ampi              | Ala-Cierre | 29 años | Almagro       |
| 17     | Montufo           | Ala-Pívot  | 29 años | Bisceglie     |
| 18     | Silvia Carral     | -          |         | FSF Móstoles  |
| 23     | Ari               | Portera    | 20 años | FSF Móstoles  |

## Palmarés
- Torneos Internacionales
  - Subcampeonato de Clubes
  - Subcampeonato de Copa Ibérica.
  - Tercer puesto Recopa de Europa.

- Primera División Nacional: 2 títulos

Campeón; 2001-02, 2005-06
Subcampeonatos; 2010-11, 2011-12
- Copa de España de fútbol sala femenino: 4 títulos
  - Campeón: 2000, 2010, 2011 y 2012
  - Subcampeón: 2006
- Supercopa de España: 2 títulos
  - Campeón: 2006 y 2010
  - Subcampeón: 2011 y 2012
- Copa Ibérica de Fútbol Sala: 
  - Subcampeón: 2007
- Trofeo Comunidad Madrid: 5 títulos
  - Campeón: 2001, 2005, 2006, 2007 y 2009
  - Subcampeón: 2014
- Categorías Inferiores.
  - 16 Campeonatos de liga.
  - 21 Campeonatos de España de clubes.

Premio 7 Estrellas Comunidad de Madrid a la Mejor Entidad Deportiva.
- Datos: Q15993847